# Symboolwetgeving
Symboolwetgeving is wetgeving die ontstaat als compromis tussen partijen die over de wenselijkheid van regelgeving op het betreffende domein verschillen van mening. Er wordt dan een wet geformuleerd die inhoudelijk aan de wens van de ene partij tegemoetkomt, maar die doordat er niet wordt voorzien in adequate handhaving de andere partij geruststelt.
Het begrip werd voor het eerst gebruikt naar aanleiding van een onderzoek naar de effectiviteit van wetgeving door de Noorse rechtssocioloog Vilhelm Aubert. Hij verrichtte een studie naar de betekenis in de praktijk van de Noorse Wet op het Huishoudelijk Personeel. Deze wet werd in 1949 ingevoerd om de rechtspositie van dienstbodes te verbeteren. Tot dan toe heerste er volledige contractvrijheid, en deze wet legde een aantal regels rond arbeidstijden en uitbetaling van loon vast. Aubert bestudeerde de positie van dienstbodes in 1952 en in 1956. Uit beide studies bleek dat de wettelijke regels zelden werden opgevolgd. De positie van de dienstbodes was door de Wet op het Huishoudelijk Personeel niet verbeterd.
Een van de verklaringen die Aubert daarvoor gaf was dat de wet adequate handhavingsmiddelen ontbeerde. Er was geen externe controlerende instantie. De wet trad daardoor alleen in werking als de dienstbode aangifte deed nadat ze eerst bij de werkgever geprotesteerd had. Maar dat laatste gebeurde zelden want een ontevreden dienstbode kon in die tijd betrekkelijk eenvoudig een andere werkgever vinden. Daarnaast leende het persoonlijke en sterk patronale karakter van de arbeidsverhoudingen zich niet voor een protest. Het doen van aangifte werd bovendien verhinderd doordat de wettelijke bepalingen waren geformuleerd in een juridisch jargon waar rechters en juristen wel mee uit de voeten konden maar dat door dienstbodes niet werd begrepen. Zij waren dus niet op de hoogte van hun rechten.
Sinds het onderzoek van Aubert krijgt veel wetgeving de kritiek eigenlijk symboolwetgeving te zijn. Een voorbeeld in Nederland is het Nederlandse strafrechtelijke discriminatieverbod, omdat deze wetgeving in een weinig uitgewerkte vorm is gegoten en de overheid voor de handhaving maar weinig middelen uittrekt.